# Ab Shirin
Pour les articles homonymes, voir Shirin (homonymie).
Ab Shirin (persan : اب شيرين, aussi romanisé en Āb Shīrīn et Ābshīrīn) est un village du district rural d'Emamzadeh Jafar, dans le district central de la préfecture de Gachsaran, dans la province de Kohguilouyeh-et-Bouyer-Ahmad, en Iran. Lors du recensement de 2006, sa population était de 1 709 habitants, répartis dans 416 familles.